# MTV Chi
MTV Chi是在美国為美籍华人而設的音樂電視頻道，该频道于2005年12月6日在纽约市的MTV摄影棚开播，已於2007年倒閉。
该频道主要播放华语流行音乐、粤语流行音乐以及美籍华人的饒舌音樂，频道節目以英文，並採用很多MTV国际频道受欢迎的節目。